# Francisca Saperas
Francisca Saperas, död 1933, var en spansk anarkist.
Hon spelade en framträdande roll i den spanska anarkosyndikalistiska rörelsen i Spanien från den första spanska republikens tid. 